# Вівчарик сан-кристобальський
Вівча́рик сан-кристобальський (Phylloscopus makirensis) — вид горобцеподібних птахів родини вівчарикових (Phylloscopidae). Ендемік Соломонових Островів.

## Поширення і екологія
Сан-кристобальські вівчарики є ендеміками острова Макіра (або Сан-Кристобаль). Вони живуть у вологих рівнинних тропічних лісах.